# Chilomycterus reticulatus
Espèce
Statut de conservation UICN

 LC  : Préoccupation mineure
Chilomycterus reticulatus est une espèce de poissons tetraodontiformes de la famille des Diodontidae.

## Systématique
Le nom valide complet (avec auteur) de ce taxon est Chilomycterus reticulatus (Linnaeus, 1758).
Ce taxon porte en français les noms vernaculaires ou normalisés suivants : Diodon, Poisson-hérisson ponctué.
Chilomycterus reticulatus a pour synonymes :
- Chilomycteris reticulatus (Linnaeus, 1758)
- Chilomycterus affinis Günther, 1870
- Chilomycterus atinga (Linnaeus, 1758)
- Chilomycterus atringa (Linnaeus, 1758)
- Diodon atringa Linnaeus, 1758
- Diodon reticulatus Linnaeus, 1758
- Diodon tigrinus Cuvier, 1818
- Euchilomycterus quadradicatus Waite, 1900

## Publication originale
- Linnaeus, C. (1758). Systema Naturae per regna tria naturae, secundum classes, ordines, genera, species, cum characteribus, differentiis, synonymis, locis. Editio decima, reformata [10th revised edition], vol. 1: 824 pp. Laurentius Salvius: Holmiae. lire